# Ruberth Morán
Dickson Ruberth Morán Puelo (Mérida, 11 agosto 1973) è un ex calciatore venezuelano, di ruolo attaccante.

## Palmarès

### Individuale
- Capocannoniere della Coppa Libertadores: 1

1999 (6 gol, a pari merito con Martín Zapata, Gauchinho, Rubén Sosa, Fernando Baiano e Víctor Bonilla)